# 1270-talet

## Händelser
- Magnus Birgersson och hans bror Erik Birgersson gör uppror mot och besegrar den gemensamme brodern kung Valdemar Birgersson. Magnus väljs till Sveriges kung 1276. Valdemar anfaller tillsammans med den danske kungen Erik Klipping men misslyckas med att avsätta Magnus.
- Yuandynastin inleds i Kina i och med den mongoliska invasionen 1271.
- Marco Polo reser till Östasien

## Födda
- Storfursten Gediminas (?)

## Avlidna
- Thomas av Aquino (1274)